# Skilloundía
Skilloundía, en grec moderne : Σκιλλουντία, est un village et un ancien dème du district régional d’Élide, en Grèce-Occidentale. Depuis 2010, il est fusionné au sein du dème d'Andrítsena-Kresténa.
Selon le recensement de 2011, la population du dème compte 10 303 habitants tandis que celle du village s'élève à 20 habitants.
La localité tire son nom de la cité antique de Scillonte.